# Burnaby Range
Burnaby Range är ett berg i Kanada.   Det ligger i North Coast Regional District och provinsen British Columbia, i den sydvästra delen av landet, 3 900 km väster om huvudstaden Ottawa. Toppen på Burnaby Range är 545 meter över havet. Burnaby Range ligger på ön Pitt Island. Det ligger vid sjön Sylvia Lake.
Terrängen runt Burnaby Range är huvudsakligen kuperad. Trakten runt Burnaby Range är nära nog obefolkad, med mindre än två invånare per kvadratkilometer.. Det finns inga samhällen i närheten. 
I omgivningarna runt Burnaby Range växer i huvudsak barrskog.